# Hermann Schmitz
Hermann Schmitz (Essen, 1 de janeiro de 1881 — Heidelberg, 8 de outubro de 1960) foi um industrial alemão, criminoso de guerra nazista. Foi diretor executivo (CEO) da IG Farben, de 1935 a 1945. Foi sentenciado a quatro anos de prisão no Processo IG Farben.

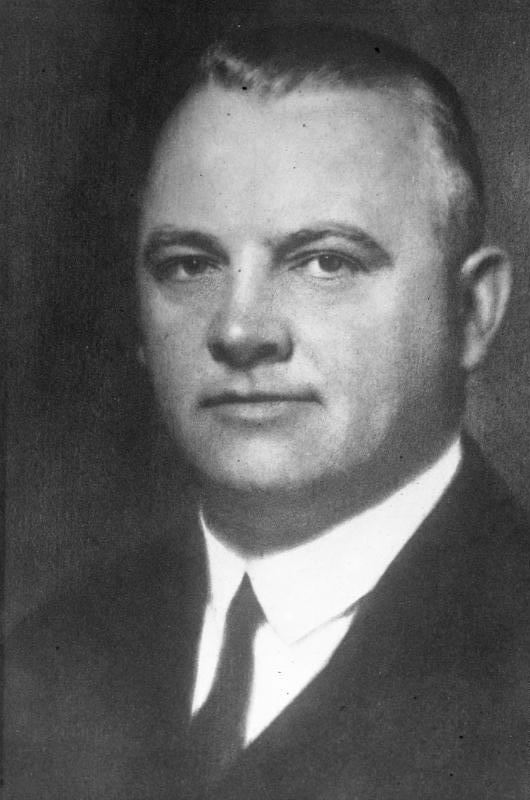
Hermann Schmitz em 1931